# Fred Korth
Fred Korth (Yorktown, 9 settembre 1909 – El Paso, 14 settembre 1998) è stato un politico statunitense.

## Biografia
Fu il nono segretario della marina statunitense (United States Department of Defense) sotto il presidente degli Stati Uniti d'America John Fitzgerald Kennedy.
Nato nello stato del Texas, dopo la sua morte il mese successivo il corpo venne sepolto nel suo ranch nella contea di Karnes. Alla fine del suo mandato la carica di segretario venne brevemente ricoperta da Paul Burgess Fay Junior prima di Paul Henry Nitze.